# Васильева, Надежда Сергеевна
Надежда Сергеевна Васильева (в замужестве Танеева; 22 октября (3 ноября) 1852 — 4 ноября 1920) — актриса

 Императорских театров Российской империи и театральный педагог. Заслуженный артист Императорских театров (1909).

## Биография
Родилась 22 октября (3 ноября) 1852 года в семье артистов Сергея Васильевича и Екатерины Николаевны Васильевых.
В 1870 году Надежда Сергеевна Васильева на сцене Московского Малого театра заменила Никулину и играла здесь в комедиях и водевилях 8 лет.

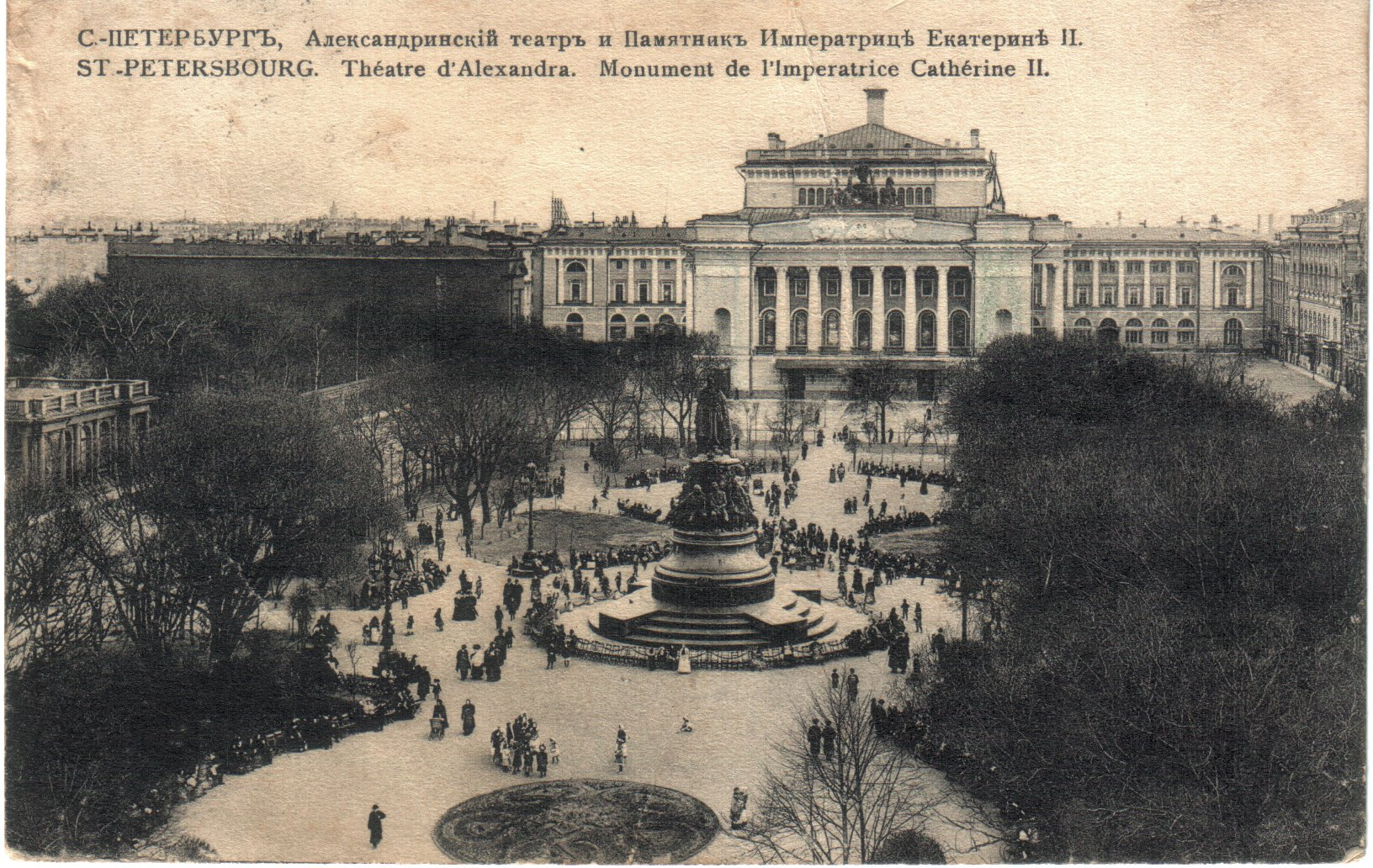
Александринский театр

В 1878 году она была принята в Александринский театр, где делила репертуар с Марией Савиной.
Среди лучших театральных ролей Надежда Васильевой: Розина («Севильский Цирюльник»), Лиза («Горе от ума»), Агнеса («Школа жён»), Дорина («Тартюф»).
В 1883 году Надежда Сергеевна Васильева вошла в состав членов театрально-литературного комитета, а с 1888 по 1891 год преподавала на драматических курсах Петербургского театрального училища.
В репертуаре Васильевой насчитывается свыше пятидесяти ролей. В 1873 году на московских сценах с успехом шла её переводная драма «Любовь прощает все».
В 1918 стала первым директором созданного тогда же Музея петроградских государственных театров.
Скончалась 4 ноября 1920 года во время генеральной репетиций «Обрыва», который шел по поводу празднования 50-летнего юбилея артистической ее деятельности. Похоронена на Павловском кладбище.
Супруг — Сергей Васильевич Танеев (1840—1910). Её младшая сестра Вера (по мужу — Попова; 1854—1905) также стала актрисой сперва в Московском общедоступном частном театре, а затем и в Малом театре.